# Investigació de mercat
La investigació de mercat és un esforç organitzat per recollir informació sobre els mercats objectiu i els clients: conèixer-los, començant per qui són. És un component important de l'estratègia empresarial i un factor important per mantenir la competitivitat. La investigació de mercat ajuda a identificar i analitzar les necessitats del mercat, la mida del mercat i la competència. Les seves tècniques engloben tant tècniques qualitatives com grups focals, entrevistes en profunditat i etnografia, com tècniques quantitatives com enquestes de clients i anàlisi de dades secundàries.
Inclou investigació social i d'opinió, i és la recollida i interpretació sistemàtica d'informació sobre individus o organitzacions utilitzant mètodes i tècniques estadístiques i analítiques de les ciències socials aplicades per obtenir informació o donar suport a la presa de decisions.
La investigació de mercat, la investigació de màrqueting i el màrqueting són una seqüència d'activitats empresarials ; de vegades es tracten de manera informal.
El camp de la investigació de màrqueting és molt més antic que el de la investigació de mercat. Tot i que tots dos impliquen consumidors, la investigació de màrqueting es preocupa específicament pels processos de màrqueting, com ara l'eficàcia de la publicitat i l'eficàcia de la força de vendes, mentre que la investigació de mercat s'ocupa específicament dels mercats i la distribució. Dues explicacions que es donen per confondre la investigació de mercat amb la investigació de màrqueting són la similitud dels termes i també que la investigació de mercat és un subconjunt de la investigació de màrqueting. Hi ha més confusió a causa de les grans empreses amb experiència i pràctiques en ambdues àrees.

## Història
Tot i que la investigació de mercat es va començar a conceptualitzar i posar en pràctica formal durant la dècada de 1930 com a conseqüència del boom publicitari de l'Edat d'Or de la ràdio als Estats Units, es va basar en el treball dels anys vint de Daniel Starch. Starch "va desenvolupar una teoria que s'havia de veure, llegir, creure, recordar i, sobretot, actuar sobre la publicitat, per tal de ser considerada efectiva". Els anunciants es van adonar de la importància de la demografia pels patrons en què patrocinaven els diferents programes de ràdio.
L'Organització Gallup va ajudar a inventar l'enquesta d'opinió pública; avui, "La investigació de mercat és una manera de pagar-la".

## Estudi de mercat per a negocis/planificació
La investigació de mercat és una manera d'obtenir una visió general dels desitjos, necessitats i creences dels consumidors. També pot implicar descobrir com actuen. La investigació es pot utilitzar per determinar com es podria comercialitzar un producte. Peter Drucker creia que la investigació de mercat era la quinta essència del màrqueting. La investigació de mercat és una manera en què els productors i el mercat estudien el consumidor i reuneixen informació sobre les necessitats dels consumidors. Hi ha dos tipus principals d'investigació de mercat: la investigació primària, que es subdivideix en investigació quantitativa i qualitativa, i la investigació secundària.
Els factors que es poden investigar mitjançant la investigació de mercat inclouen:
- Informació del mercat : Mitjançant la informació del mercat es poden conèixer els preus de les diferents mercaderies al mercat, així com la situació de l'oferta i la demanda. Els investigadors de mercat tenen un paper més ampli del que es reconeixia anteriorment en ajudar els seus clients a comprendre els aspectes socials, tècnics i fins i tot legals dels mercats.[16]
- Segmentació del mercat : la segmentació del mercat és la divisió del mercat o població en subgrups amb motivacions similars. S'utilitza àmpliament per segmentar per diferències geogràfiques, diferències demogràfiques (edat, gènere, ètnia, etc.), diferències tecnogràfiques, diferències psicogràfiques i diferències en l'ús del producte. Per a la segmentació B2B s'utilitza habitualment la firmografia.
- Tendències del mercat : les tendències del mercat són el moviment ascendent o descendent d'un mercat, durant un període. Determinar la mida del mercat pot ser més difícil si s'està començant amb una nova innovació. En aquest cas, haureu de derivar les xifres a partir del nombre de clients potencials, o segments de clients.[cal citació]
- Anàlisi DAFO : l'anàlisi DAFO és una anàlisi escrita de les fortaleses, debilitats, oportunitats i amenaces d'una entitat empresarial. També es pot redactar un DAFO per a la competència per entendre com desenvolupar les combinacions de màrqueting i productes. El mètode DAFO ajuda a determinar i també a revalorar estratègies i analitzar els processos d'una empresa.
- Anàlisi PEST : PEST és una anàlisi sobre l'entorn extern. Inclou un examen complet dels factors externs polítics, econòmics, socials i tecnològics d'una empresa, que poden afectar els objectius o la rendibilitat de les empreses. Poden esdevenir un benefici per a l'empresa o perjudicar la seva productivitat.
- Seguiment de la salut de la marca: el seguiment de la marca és una manera de mesurar contínuament la salut d'una marca, tant pel que fa a l'ús que en fan els consumidors (és a dir, Brand Funnel) i què en pensen. La salut de la marca es pot mesurar de diverses maneres, com ara la consciència de la marca, l'equitat de marca, l'ús de la marca i la fidelitat a la marca.

Un altre factor que es pot mesurar és l'eficàcia del màrqueting. Això inclou:
- Investigació del públic[17]
- Investigació de publicitat
- Anàlisi de la competència
- Anàlisi de clients (segmentació de clients objectiu)
- Modelació de mix de màrqueting
- Investigació de productes
- Anàlisi de riscos
- Prova de màrqueting simulada

## Recopilació de dades
"Metodologies de mostreig rigoroses combinades amb una recollida de dades d'alta qualitat" és el que la revista Advertising Age considera l'eix vertebrador de la investigació de mercat. La recollida de dades es pot fer observant el comportament dels clients mitjançant estudis in situ o processant, per exemple, fitxers de registre, entrevistant clients, clients potencials, grups d'interès o una mostra de la població general. Les dades poden ser de naturalesa quantitativa (compte de vendes, clics, seguiment ocular) o qualitatives (enquestes, qüestionaris, entrevistes, feedback). Agregar, visualitzar i convertir les dades en coneixements útils és un dels principals reptes de la investigació de mercat i avui en dia, l'anàlisi de text ofereix mètodes d'investigació de mercat per processar grans quantitats d'informació qualitativa i convertir-la en dades quantitatives, que és més fàcil de visualitzar i utilitzar per presa de decisions formalitzada. La recollida de dades pot utilitzar mostres d'audiència més grans que els pocs centenars o milers que s'utilitzen habitualment en la investigació de mercat. També cal la cooperació (almenys passiva) dels enquestats; la confiança també és útil.
S'incentiva la recollida de dades: un formulari senzill és quan els que estan a la carretera contribueixen a la denúncia de trànsit del qual són consumidors. Més complexa és la relació consumidor-empresa (C2B), que de vegades introdueix problemes de fiabilitat. Una altra recollida de dades és conèixer més sobre el mercat, que és el propòsit de la investigació de mercat.

## Influència internacional d'Internet
El creixement internacional de la recerca disponible tant des d'Internet com a través d'Internet ha influït en un gran nombre de consumidors i d'aquells als quals fan compres. Tot i que els mercats globals emergents, com la Xina, Indonèsia i Rússia, encara són més petits que els EUA en el comerç electrònic B2B, el seu factor de creixement impulsat per Internet està estimulat per llocs web, gràfics i contingut que milloren els productes dissenyats per atraure empreses i consumidors / B2C. compradors. Les estimacions per al 2010 mostren que aquest mitjà va generar ingressos entre 400.000 i 600.000 milions de dòlars.
Un informe titulat "Global B2C E-Commerce and Online Payment Market 2014" va indicar una disminució de les taxes de creixement generals a Amèrica del Nord i Europa occidental, tot i que els números de creixement absolut van augmentar.
La Societat d'Investigació de Mercats del Regne Unit (MRS) va enumerar les principals plataformes de xarxes socials utilitzades principalment pels mil·lenaris són LinkedIn, Facebook, YouTube i Instagram.

## Sectors de recerca i mercat
Pel que fa als detalls per a la investigació de mercat corporatiu a nivell mundial, "la majoria d'ells no s'escriuen mai perquè són la investigació de consumidors feta pels fabricants del país".
Les dades d'investigació de mercat tenen aspectes de prevenció de pèrdues; que menys del 60 per cent de totes les modificacions i productes nous proposats es consideren fallides. Quan la informació sobre el mercat és difícil d'adquirir, i el cost de "seguir endavant amb la decisió" d'oferir el producte o servei és assequible, el cost de la investigació es pot utilitzar de manera més rendible "per assegurar-se que la nova línia obtingui l'enviament de publicitat". calia tenir les millors possibilitats d'èxit".
Segons els ingressos, Amazon, amb seu als Estats Units, és el líder mundial del comerç electrònic.

### Estudi de mercat per a la indústria cinematogràfica
La indústria cinematogràfica és un exemple on la importància de provar el contingut de la pel·lícula i el material de màrqueting implica:
1. Prova de conceptes, que avalua les reaccions a una idea de pel·lícula i és força rara;
2. Estudis de posicionament, que analitzen un guió d'oportunitats de màrqueting;
3. Grups focals, que sondegen les opinions dels espectadors sobre una pel·lícula en grups reduïts abans de l'estrena;
4. Projeccions de prova, que impliquen la previsualització de pel·lícules abans de l'estrena a les sales de cinema;
5. Estudis de seguiment, que avaluen (sovint mitjançant enquestes telefòniques) el coneixement de l'audiència sobre una pel·lícula setmanalment abans i durant l'estrena a les sales;
6. Proves de publicitat, que mesuren les respostes a materials de màrqueting com ara tràilers i anuncis de televisió;
7. Enquestes de sortida, que mesuren les reaccions del públic després de veure la pel·lícula al cinema.[30]

## Insights de la indústria
La investigació de mercat és una indústria que s'encavalca amb la indústria de les "coneixements" i que sovint s'anomena. Tanmateix, els mètodes i tècniques distintius d'investigació de mercat no sempre es corresponen amb l'enfocament digital dels venedors d'insights. L'aparició de coneixements centrats en l'anàlisi de dades més que en el treball de camp està competint amb la investigació de mercat per l'atenció i el finançament de la direcció. La investigació actual amb professionals de la investigació de mercat mostra dues preocupacions urgents per a la indústria: la mercantilització de dades en línia i la distància creixent entre els investigadors de mercat i la direcció superior de les organitzacions clients. Ambdues preocupacions es redueixen al risc que van percebre que la investigació de mercat esdevingués una activitat heretada del departament de màrqueting més que la pedra angular de l'estratègia empresarial.
La investigació de mercat té com a objectiu produir l'anomenat "coneixement accionable" que les empreses troben útils en les seves operacions:
1. Enquadrament d'anomalies de gestió: una anomalia és un trencaclosques o una situació desconcertant que l'informe d'estudi de mercat vol resoldre.
2. Càrrega d'instruments amb significats: traduir observacions de pràctiques socials habituals a l'ontologia de màrqueting.
3. Prescripcions de senyalització: guiar una lectura prevista per reduir la flexibilitat interpretativa.

## Petites empreses i organitzacions sense ànim de lucre
Les organitzacions petites i les organitzacions sense ànim de lucre poden obtenir la informació necessària observant l'entorn de la seva ubicació. Les enquestes a petita escala i els grups focals són maneres de baix cost per recopilar informació de clients i donants potencials i existents. Si bé les dades secundàries (estadístiques, demogràfiques, etc.) estan disponibles per al públic a les biblioteques o a Internet, les fonts primàries, ben fetes, poden ser força valuoses: parlar durant una hora cadascuna, amb dotze persones, dues cadascuna de sis clients potencials., poden "entrar a la seva ment... tenir una idea de les seves necessitats, desitjos i dolor. Això no ho pots obtenir d'un qüestionari."